# Jutta Wachowiak

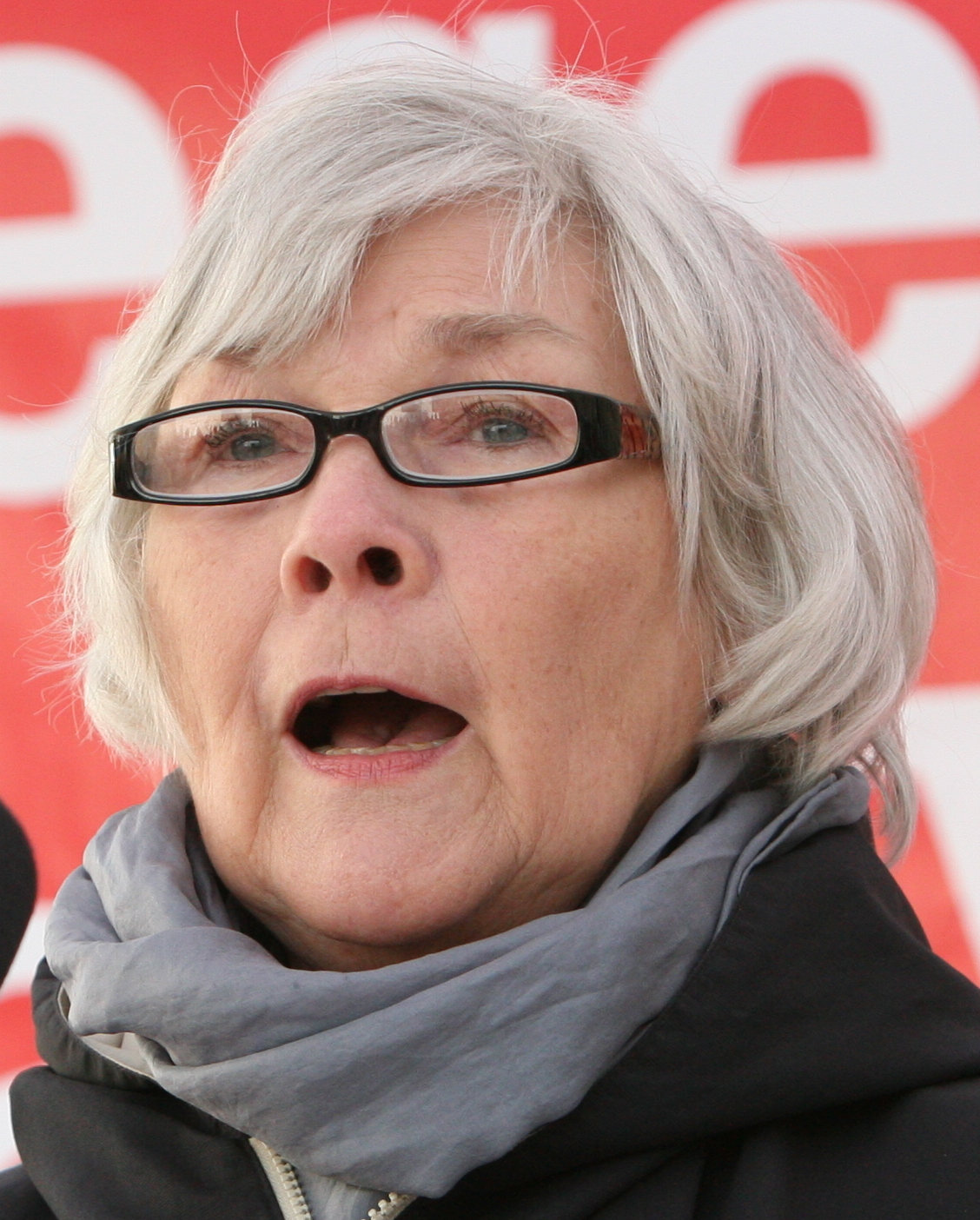
Jutta Wachowiak 2017 bei der Lesung: Gegen das Vergessen nahe des Denkmals zur Erinnerung an die Bücherverbrennung 1933 auf dem Berliner Bebelplatz

Jutta Wachowiak (* 13. Dezember 1940 in Berlin) ist eine deutsche Schauspielerin und Hörspielsprecherin. Der Durchbruch gelang ihr 1968 mit der Rolle der Luise in Schillers Kabale und Liebe an den Städtischen Bühnen in Karl-Marx-Stadt. Neben ihrer Mitwirkung in etlichen Theaterinszenierungen spielte sie seit Anfang der 1960er Jahre in über 100 Film- und Fernsehproduktionen.
Jutta Wachowiak zählte maßgeblich zu den Initiatoren der Großdemonstration am 4. November 1989 auf dem Berliner Alexanderplatz.

## Leben

### Herkunft und Ausbildung
Jutta Wachowiak wurde im Dezember 1940 in Berlin als Tochter einer Arbeiterfamilie geboren. Sie absolvierte nach ihrer Schulzeit eine Ausbildung zur Stenotypistin und Sekretärin, von 1961 bis 1963 absolvierte sie ihre Schauspielausbildung an der Deutschen Hochschule für Filmkunst in Potsdam-Babelsberg, der heutigen HFF Potsdam.

### Theater
Nach fünf Anfängerjahren im Beruf am Hans Otto Theater in Potsdam und ab 1968 an den Städtischen Bühnen in Karl-Marx-Stadt („eine einzige Niederlage“, so 1981 Wachowiak zu Rosemarie Rehahn), gelang es ihr dann später unter der Leitung von Gerhard Meier sich in Karl-Marx-Stadt „freizuspielen“ und den eigenen künstlerischen Ansprüchen gerecht zu werden.
In Friedrich Schillers Kabale und Liebe wurde sie zusammen mit ihrem Bühnenpartner Christian Grashof von Wolfgang Heinz entdeckt und 1970 an das Deutsche Theater Berlin engagiert. Dort gab sie einen viel beachteten Einstand als Sonja in Anton Tschechows Theaterstück Onkel Wanja. Zu ihren wichtigsten Rollen am Deutschen Theater Berlin gehören die Titelpartie in Maria Stuart von Friedrich Schiller, die Natalia Petrowna in Ein Monat auf dem Lande von Iwan Turgeniew und – in den DT-Kammerspielen – die Waschfrau Wolff in Der Biberpelz von Gerhart Hauptmann, alle in Inszenierungen von Thomas Langhoff, die über viele Jahre auf dem Spielplan des Hauses standen. Während der Intendanz von Bernd Wilms (2001–2008) wurde Wachowiak nur noch selten besetzt. Nach der Spielzeit 2004/05 wechselte sie an das Grillo-Theater in Essen, wo ihr große Beachtung zuteilwurde. Seit 2009 war sie u. a. als Gastschauspielerin am Deutschen Theater, am Berliner Ensemble und am Schauspiel Bochum zu sehen.
Sie war ab 1983 Mitglied der Akademie der Künste der DDR und ist seit 1993 Mitglied der Akademie der Künste in Berlin. Zu ihren Schülern dort zählte unter anderem Martin Vischer.

### Film und Fernsehen
Bereits während ihrer Schauspielausbildung übernahm Wachowiak erste kleinere Aufgaben in Film- und Fernsehproduktionen. Sie spielte zunächst Nebenrollen in DEFA-Produktionen wie Auf der Sonnenseite (1961), Ach, du fröhliche … (1962), Mir nach, Canaillen! (1964) oder König Drosselbart (1965). 1968 übernahm sie als junge Babka ihre erste Hauptrolle in Helmut Schiemanns Fernseh-Zweiteiler Der Streit um den Sergeanten Grischa nach dem gleichnamigen Roman von Arnold Zweig. Es folgten zahlreiche weitere Aufgaben in Film und Fernsehen. 1976 spielte sie die Agronomin Grusche Vachnadze in einer Fernsehaufzeichnung von Bertolt Brechts Der kaukasische Kreidekreis. 1980 war sie unter Thomas Langhoff neben Käthe Reichel in der Rolle der Mirjam Fernsehspielfilm Muhme Mehle zu sehen, übernahm die Titelrolle der Kommunistin Hella Lindau in Die Verlobte und spielte in Herrmann Zschoches Glück im Hinterhaus, der frei auf dem Roman Buridans Esel von Günter de Bruyn beruht, die Filmehefrau des Protagonisten Dieter Mann. In Wolfgang Hübners Märchenfilm Jorinde und Joringel nach der gleichnamigen Vorlage der Brüder Grimm übernahm sie 1986 neben Susanne Lüning und Thomas Stecher die Rolle der bösen Zauberin. 1987 spielte sie die Titelrolle der Bildhauerin, Malerin und Grafikerin Käthe Kollwitz in der Filmbiografie Käthe Kollwitz – Bilder eines Lebens von Ralf Kirsten.
Im wiedervereinigten Deutschland konnte Wachowiak nahtlos an ihrer Laufbahn in der DDR anknüpfen. Bodo Fürneisen besetzte sie 1992 als ehemalige Sängerin Carla an der Seite von Christine Schorn, Walfriede Schmitt und Ursula Werner in dem Filmdrama Scheusal, das das Drama von vier Schwestern, die in den 1950er Jahren als Schlagersängerinnen zusammen auftraten zeigt. Bekannt wurde sie dem gesamtdeutschen Publikum an der Seite von Harald Juhnke in der weiblichen Hauptrolle der Lebensmittelgroßhändlersehefrau Magda Sommer in Tom Toelles deutsch-österreichischer Literaturverfilmung Der Trinker (1995). Im selben Jahr übernahm sie in der Erich-Loest-Verfilmung Nikolaikirche die Rolle der Gabriele Heit. Für Sylke Enders Filmdrama Du bist dran drehte sie im Frühjahr 2012 neben Lars Eidinger als dessen Filmmutter Hedi. 2014 spielte sie an der Seite von Michael Gwisdek, Anna Loos, Ursula Karusseit, Dieter Mann und Marie Gruber in Udo Wittes Fernsehkomödie Die letzten Millionen. Wachowiak übernahm neben ihren Aufgaben in Kino- und Fernsehfilmen wiederholt Gastauftritte in Fernsehserien- und reihen, u. a. in Tatort, In aller Freundschaft, Die Spezialisten – Im Namen der Opfer, Erzgebirgskrimi oder in den verschiedenen SOKO-Sendeformaten des ZDF.

### Politisches Engagement
Jutta Wachowiak zählte maßgeblich zu den Initiatoren der Großdemonstration am 4. November 1989 auf dem Berliner Alexanderplatz. Bis zu 1 Million DDR-Bürger nahmen an der ersten  »offiziell« genehmigten, nichtstaatlichen Demonstration in der DDR teil, bei der sich auf der Abschlusskundgebung prominente Intellektuelle der DDR für demokratische Veränderungen der Republik einsetzten.
Für ihr politisches Engagement wurde Jutta Wachowiak 1993 mit dem Bundesverdienstkreuz 1. Klasse ausgezeichnet. 2004 wurde ihr der Verdienstorden des Landes Berlin verliehen.

### Privates
Jutta Wachowiak war in erster Ehe mit dem Schauspieler Arno Wyzniewski (1938–1997) verheiratet. Aus ihrer zweiten Ehe mit dem Journalisten und Nachrichtensprecher Klaus Ackermann (* 1936) stammen zwei Töchter. Nach einer Lebensgemeinschaft mit dem Schauspieler Thomas Neumann (* 1946) ist sie heute mit Martin Bartels, einem ehemaligen Pfarrer, zusammen. Wachowiak lebt in Potsdam und auf Usedom.

## Filmografie

### Kinofilme
- 1961: Auf der Sonnenseite
- 1962: Ach, du fröhliche …
- 1963: Die Glatzkopfbande
- 1964: Mir nach, Canaillen!
- 1965: König Drosselbart
- 1969: Seine Hoheit – Genosse Prinz
- 1970: Netzwerk
- 1971: Anflug Alpha 1
- 1971: KLK an PTX – Die Rote Kapelle
- 1973: Unterm Birnbaum
- 1974: … verdammt, ich bin erwachsen
- 1975: Bankett für Achilles
- 1975: Blumen für den Mann im Mond
- 1978: Sabine Wulff
- 1979: P.S.
- 1980: Die Verlobte
- 1980: Glück im Hinterhaus
- 1981: Furcht und Elend des Dritten Reiches
- 1982: Märkische Forschungen
- 1983: Verzeihung, sehen Sie Fußball?
- 1985: Ab heute erwachsen
- 1986: Das Haus am Fluß
- 1987: Käthe Kollwitz – Bilder eines Lebens
- 1988: Fallada – Letztes Kapitel
- 2003: Rosenstraße

### Fernsehfilme
- 1963: Es geht nicht ohne Liebe
- 1965: Die Mutter und das Schweigen
- 1966: Trick 17 b
- 1968: Der Streit um den Sergeanten Grischa
- 1976: Leben und Tod Richard III.
- 1977: Absage an Viktoria
- 1979: Stine
- 1979: Guten Morgen, du Schöne: Rosi
- 1980: Muhme Mehle
- 1986: Jorinde und Joringel
- 1988: Der blaue Boll
- 1990: Schlaraffenland
- 1992: Scheusal
- 1994: Der Biberpelz
- 1995: Nikolaikirche
- 1995: Der Trinker
- 2000: Jahrestage (Vierteiler)
- 2001: Das Staatsgeheimnis
- 2004: Hunger auf Leben
- 2009: Wohin mit Vater?
- 2013: Nach all den Jahren
- 2013: Du bist dran
- 2014: Die letzten Millionen
- 2015: Brief an mein Leben
- 2018: Hanne
- 2021: Mutter, Kutter, Kind
- 2024: Ostsee für Sturköppe
- 2024: Im Netz der Gier
- 2024: Der Palast (Staffel 2, 6 Folgen)

### Fernsehserien und -reihen
- 1987: Einzug ins Paradies (6 Folgen)
- 1994: Tatort: Geschlossene Akten
- 1998: Der letzte Zeuge (5 Folgen)
- 2012: Bella Block: Unter den Linden
- 2016: Die Spezialisten – Im Namen der Opfer (Folge Die Mädchen aus Ost-Berlin)
- 2019: Polizeiruf 110: Mörderische Dorfgemeinschaft
- 2019: Der Krieg und ich (Folge Justus)
- 2021: Dr. Ballouz (Folge Unzertrennlich)
- 2021: Erzgebirgskrimi: Der Tote im Burggraben
- 2022: Die Drei von der Müllabfuhr: (K)eine saubere Sache

## Theater (Auswahl)
Deutsches Theater Berlin
- William Shakespeare Richard III. – Lady Anne (1972)
- Anton Tschechow Onkel Wanja – Sonja (1972)
- Ulrich Plenzdorf Die neuen Leiden des jungen W. – Charlotte (1972)
- Johann Wolfgang von Goethe Götz von Berlichingen mit der eisernen Hand – Frau von Berlichingen (1974)
- Carlo Goldoni Die Sommerfrische – Giacinta (1974)
- William Shakespeare König Lear – Cordelia (1976)
- Gerhart Hauptmann Die Ratten – Frau John (1977)
- Maxim Gorki Kinder der Sonne – Jelena (1977)
- Maxie Wander Guten Morgen, du Schöne – Rosi (1978)
- Dario Fo Zufälliger Tod eines Anarchisten – Journalistin (1978, Regie: Dieter Mann)
- Wolfgang Borchert Draußen vor der Tür – die Elbe (1980)
- Anton Tschechow Die Möwe – Arkadina (1980)
- Friedrich von Schiller Maria Stuart – Maria Stuart (1980, Regie: Thomas Langhoff)
- Deutsche Volkslieder (1981)
- Federico García Lorca Yerma – Yerma (1984, Regie: Klaus Erforth)
- Ernst Barlach Der blaue Boll – Grete (1985, Regie: Rolf Winkelgrund)
- Gerhart Hauptmann Der Biberpelz – Mutter Wolffen (1993, Regie: Thomas Langhoff)
- Gerhart Hauptmann Der rote Hahn – Frau Fielitz (1997, Regie: Horst Lebinsky)
- Sophokles Antigone – Theresias (2003, Regie: Peter Wittenberg)
- Johann Wolfgang von Goethe Iphigenie auf Tauris – Soloabend
- Bertolt Brecht Mutter Courage und ihre Kinder – Bäuerin (2003, Regie: Peter Zadek)
- Tennessee Williams Die Glasmenagerie – Amanda Wingfield (2005, Regie: Bettina Bruinier)
- Friedrich Dürrenmatt Die Physiker – Dr. Mathilde von Zahnd (2005, Regie: András Fricsay)
- William Shakespeare Coriolanus – (2012, Regie: Rafael Sanchez)

Schauspiel Essen
- Robert Thomas 8 Frauen – Mamy (2005, Regie: Elias Perrig)
- Werner Schwab Volksvernichtung oder Meine Leber ist sinnlos – Frau Grollfeuer (2006, Regie: David Bösch)
- Federico García Lorca Bluthochzeit – Mutter (2006, Regie: Rafael Sanchez)
- William Shakespeare Othello – Herzog von Venedig (2007, Regie: Anselm Weber)
- Lutz Hübner Blütenträume – Frieda (2007, Regie: Anselm Weber)
- Georg Büchner Woyzeck – Großmutter (2007, Regie: David Bösch)
- Franz Grillparzer Das Goldene Vliess – Gora (2007, Regie: Roger Vontobel)
- Molière Tartuffe – Madame Pernelle (2008, Regie: Rafael Sanchez)
- Colin Higgins Harold and Maude – Maude (2009, Regie: Henner Kallmeyer)
- Lutz Hübner Nachtgeschichte – Marika (2009, Regie: Anselm Weber)

Schauspielhaus Bochum
- Voltaire Candide oder der Optimismus – Alte Frau (2010, Regie: Paul Koek)
- William Shakespeare Was ihr wollt – Narr  (2011, Regie: Roger Vontobel)
- William Shakespeare König Richard der Dritte – Herzogin von York (2012, Regie: Roger Vontobel)

andere
- Berliner Ensemble: Federico García Lorca Doña Rosita oder die Sprache der Blumen – Tante (2009, Regie: Thomas Langhoff)

## Hörspiele und Features
- 1967: Maxim Gorki: Wassa Schelesnowa – Regie: Fritz-Ernst Fechner (Hörspiel – Rundfunk der DDR)
- 1967: Petko Todorow: Die Drachenhochzeit (Zena) – Regie: Wolfgang Brunecker (Hörspiel – Rundfunk der DDR)
- 1968: Hans Pfeiffer: Dort unten in Alabama (Victoria Prica) – Regie: Wolfgang Brunecker (Hörspiel – Rundfunk der DDR)
- 1970: Gerhard Bengsch: Krupp und Krause – Regie: Walter Niklaus (Hörspiel (3 Teile) – Rundfunk der DDR)
- 1970: William Shakespeare: Othello (Emilia) – Regie: Gert Andreae (Hörspiel – Rundfunk der DDR)
- 1970: Anita Heiden-Berndt: Licht in der Stanitza (Polja) – Regie: Manfred Täubert (Kinderhörspiel – Rundfunk der DDR)
- 1971: Maximilian Scheer: Der Weg nach San Rafael – Regie: Wolfgang Schonendorf (Hörspiel – Rundfunk der DDR)
- 1972: Karl Hermann Roehricht: Private Galerie – Mitautor und Regie: Günther Rücker (Hörspiel – Rundfunk der DDR)
- 1972: Heinrich von Kleist: Amphitryon (Alkmene) – Regie: Werner Grunow (Hörspiel – Rundfunk der DDR)
- 1973: Friedrich Wolf: Der arme Konrad (Anna) – Regie: Hans-Peter Minetti (Hörspiel – Rundfunk der DDR)
- 1973: Paul Everac: Die Mitgift (Livia) – Regie: Helmut Hellstorff (Hörspiel – Rundfunk der DDR)
- 1974: Ján Milczák: Die letzten Drei (Katarina) – Regie: Helmut Hellstorff (Hörspiel – Rundfunk der DDR)
- 1974: Brüder Grimm: Die kluge Bauerntochter (Bauerntochter) – Regie: Dieter Scharfenberg (Kinderhörspiel – Litera)
- 1975: Iwan Bjelischew: Das eigensinnige Kätzchen (Erzählerin) – Regie: Albrecht Surkau (Kinderhörspiel – Litera)
- 1979: Peter Goslicki: In guten wie in bösen Tagen (Tatbestand XIV) – Regie: Walter Niklaus
- 1980: Michail Bulgakow: Die Kabale der Scheinheiligen (Madeleine) – Regie: Werner Grunow (Hörspiel – Rundfunk der DDR)
- 1980: Volksbuch: Fortunatus’ Glückssäckel oder die Kunst, reich zu sein (schöne Andalusia) – Regie: Andreas Scheinert (Hörspiel – Litera)
- 1989: Annelies Schulz: Die Feuerprinzessin (Fledermauskönigin) – Regie: Manfred Täubert (Kinderhörspiel – Rundfunk der DDR)
- 1990: Georg Seidel: Carmen Kittel (Frau Stein) – Regie: Fritz Göhler (Hörspiel – Funkhaus Berlin)
- 1990: Irina Liebmann: März, Berlin – Regie: Jörg Jannings (Hörspiel – RIAS Berlin/NDR)
- 1991: Waldemar Bonsels: Die Biene Maja (Kassandra) – Regie: Werner Grunow (Kinderhörspiel – DS Kultur)
- 2012: Andreas F. Müller: Der Makel (Ein deutsch-jüdisches Familienstück) – Regie: Andreas F. Müller (Feature – RBB/DKultur/WDR)
- 2013: Annette Pehnt: Chronik der Nähe – Bearbeitung und Regie: Beatrix Ackers (Hörspiel – DKultur)
- 2017: Suzanne Lebau: "Gretel und Hänsel" – Regie: Steffen Moratz (Hörspiel SR 2017)
- 2019: Ernst Toller: Masse Mensch – Regie: Christoph Kalkowski (Hörspiel – NDR)

## Auszeichnungen
- 1979: Kunstpreis der DDR
- 1980: Sonderpreis der Kritikerjury beim DDR-Hörspielpreis für die darstellerische Leistung in: In guten wie in bösen Tage von Peter Goslicki
- 1982: Darstellerpreis auf dem 2. Nationalen Spielfilmfestival der DDR für Die Verlobte
- 1990: Wolfgang-Heinz-Ring
- 1993: Bundesverdienstkreuz 1. Klasse
- 2004: Verdienstorden des Landes Berlin
- 2022: Lebenswerk-Preis der DEFA-Stiftung[7]